# مارسیس

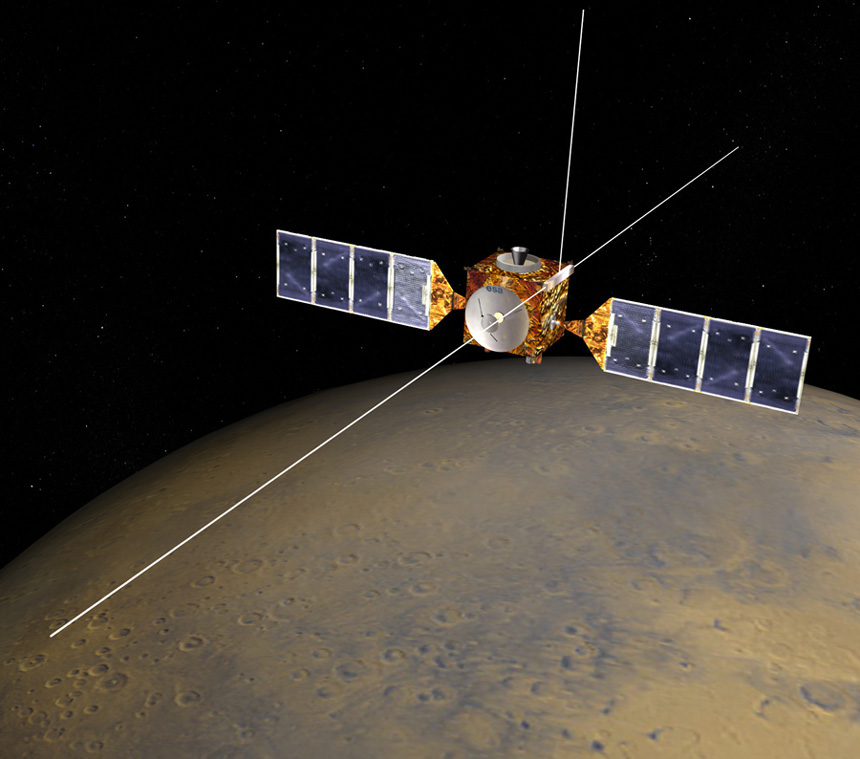
تصویر مارس اکسپرس به همراه آنتن نصب‌شده مارسیس.

رادار پیشرفته مریخ برای گمانه‌زنی زیرسطحی و یونوسفری (انگلیسی: Mars Advanced Radar for Subsurface and Ionosphere Sounding) که به اختصار مارسیس (MARSIS) نامیده می‌شود، یک ژرفایاب و فرازیاب راداری با بسامد پایین و پالس محدود است که توسط دانشگاه ساپینزای رم و آلنا اسپازیو (امروزه تالس آلنیا اسپیس) توسعه یافته‌است. ابزار ایتالیایی مارسیس که توسط آژانس فضایی اروپا مدیریت می‌شود، در حال فعالیت است و به عنوان یکی از ابزارهای مأموریت اکتشافی مارس اکسپرس این سازمان به دور مریخ می‌گردد.
محقق مفهومی مارسیس، جیووانی پیکاردی از دانشگاه ساپینزای رم است. این ابزار دارای قابلیت‌های رادار زمین‌نفوذ است که از تکنیک‌های رادار دهانه ترکیبی و آنتن دریافت‌کننده دوم برای آشکارسازی بازتاب‌های زیرسطحی بهره می‌گیرد. مارسیس توانسته‌است حوضه‌های مدفون مریخ را شناسایی کند و سازمان فضایی ایتالیا و ناسا تأمین مالی این پروژه را انجام داده‌اند. پردازنده این ابزار سیستم‌عامل بی‌درنگ EONIC Virtuoso را اجرا می‌کند.